# الولي (إب)

تعديل مصدري - تعديل

الولي هي إحدى قرى عزلة جبل معود بمديرية إب التابعة لمحافظة إب، بلغ تعداد سكانها 119 نسمة حسب تعداد اليمن لعام 2004.